# 地球防衛少年
《地球防衛少年》（日語：ぼくらの，直译为“我们的”）是日本漫畫家鬼頭莫宏的漫畫作品。於小學館《月刊IKKI》2004年1月號到2009年8月號期間連載。台灣漫畫單行本由長鴻出版社股份有限公司出版。改編小說版《ぼくらの～alternative～》（GAGAGA文庫刊行）由大樹連司撰寫，由鬼頭莫宏負責插畫，全5卷。
以本作改編的電視動畫於2007年4月8日到9月25日播放。

## 劇情簡介
暑假時，一群自然學習學校的少年少女15人進入洞窟探險，名為可可贝利的神秘男子出現，希望這些人加入「自己做的遊戲」。遊戲內容為操作巨大的機器人，對抗襲擊地球的15個機器人。這些小孩子們認為這是電腦遊戲，於是與神秘男子定下合約。
在游戏教学中，可可贝利操纵超大型战斗机器人战胜了来自敌方的巨大机器人，并破坏其「核心」，在说明规则后可可贝利突然消失。
在那之後，孩子們加入了这场游戏，操纵着名为「Zearth」的超大型战斗机器，經過了一場又一場的戰鬥，伙伴们却一个接一个地远去，在这场无法退出的游戏中，他們認知到了這個世界的真正意義……

## 遊戲設定
戰鬥目的：淘汰地球（宇宙）的未來的可能性。
戰鬥對象：平行世界的地球人。
戰鬥時間：不一定。
戰鬥地點：在駕駛員的所在位置，但有時候是出現在敵方的地球。
戰鬥規則：
1. 使用基亞斯的戰鬥有嚴格的規則。戰鬥輸了或是48小時之內無法分出勝負的話，地球就會遭到破壞，不只是全人類，連全世界的生物都會滅亡。
2. 對手是活在平行世界的地球人。只要殺了敵性地球人的操縱者就可以獲勝。反之，當時的操縱者被殺的話就會敗北。
3. 操縱者為先前簽訂契約的人之中選出來的一名。操縱由那個人來執行，禁止擅自變更人選。
4. 在戰鬥中，如果分出勝負之前，操縱者病死，或是被同胞地球人殺死的話，會當場從契約者之中再度選出一名操縱者繼續駕駛。
5. 機器人靠人的生命力啟動。每進行一場戰鬥後，契約操縱者都會失去生命。
6. 戰鬥結束之後，死亡駕駛的屍體會被送回自己的家中。不過依據本人的希望，可以決定要完全消失還是保留在基亞斯體內的某個空隙裡面。

## 登场角色

### 驾驶员
共15人，依操作順序排列。
和久隆（配音員：阪口大助）
通稱：和久（ワク）。中學1年/身高155公分/B型。善于调动大家的情绪。性格開朗，活躍。足球的愛好者，但在上國中後就不再踢球了。戰鬥完後，在眾人的注目中，摔落機器人下，屍體兩天後才被找到。
小高 勝（配音員：保志總一朗）
通稱：小高（コダマ）。中學1年/身高145公分/O型。建設業社長的兒子，有兩個哥哥，因為父親的成就而深信適者生存的道理，對父親非常尊敬，想要成为父亲那样“世界上独一无二的人”，小高的父親在小高战斗时被卷入其中，汽车被巨大机器压扁而亡，目睹父亲因自己的过失死亡，小高的世界观瞬间崩溃，在绝望之中，小高耗尽了生命能量死去。在小高死后，所有人才從可愛姆西口中得知「駕駛員在戰鬥完一定會死」這件事。
加古功（配音員：藤田圭宣）
通稱：加古（カコ）。中學1年/身高150公分/B型。對千鶴有意思，和切江同校。得知自己是下一位操縱者時，曾試圖侵犯千鶴，最後在戰鬥時因精神錯亂想放棄戰鬥，對切江拳打腳踢時被千鶴刺殺，駕駛員瞬間換成本田千鶴接著戰鬥。動畫版中則是在水族館被千鶴失手推下樓，被天花板壓死。
本田千鶴（配音員：高梁碧）
通稱：千鶴（チズ）、暱稱：地圖。中學1年/身高150公分/AB型。淑女的類型，特徵是愛哭痣。深信自己在某個地方出眾，只會等待從天而降的幸福，自己卻不曾努力的人。對學校的老師一見鍾情，並發生了關係，但是被老師以性愛影片威脅，被迫與一群男人性交易。戰鬥時為了自己的復仇，殺光了所有凌辱她的男人，最後要殺老師時卻發現自己最愛的姐姐和老師在一起，並且兩人在交往，結果為了姊姊放棄殺害老師。戰鬥結束後，將刺殺加古的刀交給切江後肚中的孩子也一同死去，所有人發現這孩子居然也是駕駛員之一，也就是有一人沒有簽定契約。
矢村大一（配音員：杉田智和）
通稱：大一（ダイチ）、暱稱：大地。中學1年/身高150公分/A型。重視家庭的正直的少年。父親失蹤三年，和三個弟妹住在叔叔出租的房子裡，家庭貧窮。為了3個弟妹的未來勇敢戰鬥，死前和弟妹約好了去遊樂園，但在前一天因戰鬥獲勝而死亡，最後把自己的屍體藏在Zearth裡，對外宣稱失蹤。之後，失蹤的父親回家了，剩下兩場戰鬥時，宇白順和町洋子將他的死訊告訴了大地的父親，但沒讓弟妹們知道。
半井摩子（配音員：井口裕香）
通稱：小摩（ナカマ）。中學1年/身高150公分/A型。正義感强，認真，像班長的類型。實際上只是表面裝做好孩子借此逃避對自己的沒信心的事實。母親從事特種行業，從小就因為這樣被欺負。擅長裁縫，為所有人做了制服。母親在戰鬥發生時，因在街上尋找自己的女兒而受傷，女兒「失蹤」後，因打擊而持續住院。
門司邦彦（宮田幸季）
通稱：阿司（モジ）。中學1年/身高150公分/AB型。沉着冷静，腦子轉得快，在女生中很受歡迎。和小薙兩人都喜歡青梅竹馬的小翼。戰鬥過後把心臟捐贈給自己的好友小薙，雖然是秘密進行，但是小翼察覺到了。
阿野万記（配音員：比嘉久美子）
通稱：万記（マキ）。中學1年/身高145公分/O型。對軍事有濃厚的興趣，性格像男孩子。和父母沒有血緣關係，Zearth的命名者。和孝美是好朋友，同时和可奈的關係不错。在她的弟弟快要出生的前一天，發生戰鬥，因為不想讓父母傷心，選擇將遺體放在Zearth中，對外宣稱失蹤。
切江洋介（配音員：淺沼晉太郎）
通稱：小洋（キリエ）。中學1年/身高140公分/A型。沈默寡言，性格十分內向。不能認知整體與個體的相異性，因田中小姐一言從而得到指引並找到屬於自己的答案，挺身而戰。在戰鬥前，曾為了千鶴刺殺老師，但終究下不了手殺人，動畫版中則是參與了兩次戰鬥，第一次敵人自爆，第二次發揮真實力，並告知其他人洋子的真實身分。
往住愛子（配音員：牧野由依）
通稱：小愛（アンコ）、暱稱：水餃餡。中學1年/身高150公分/B型。给人以洗练感觉的少女，夢想是成為偶像明星。父亲是新聞主播，因工作經常沒回家，母親也常常不回家。讓父親進入Zearth現場轉播，實現了與父親一起上電視的願望。
古茂田 孝美（配音員：能登麻美子）
通稱：孝美（コモ）。中學1年/身高155公分/A型。与年龄不相应的成熟的性格。漫畫版中父親是國防軍的軍人（海军上校），輪到她戰鬥時，敵方的駕駛員選擇逃跑，為了引出駕駛員，將孝美做為Zearth唯一的駕駛員公佈。在鋼琴演奏會上以琴聲打動敵方駕駛員，由孝美的父親開槍殺死了他，戰鬥算是結束，孝美也同時死亡。和万纪是同一所学校。動畫版中父親是反對黨議員，名字為古茂田 孝一。
吉川寛治（配音員：野岛健儿）
通稱：寛治（カンジ）、暱稱：漢字。中學1年/身高160公分/O型。15人之中身材最高，和宇白順同校。戰鬥前為了好友宇白順欺負妹妹可奈一事兩人一番長談，在得知順並沒有簽下契約後，才終於放心。父母是沖天樓的設計人員，因許多利益衝突，沖天樓的建工有問題，寬治的母親在完工後因罪惡感從沖天樓頂跳樓自殺，父親則一路平步青雲。寬治在死前要求軍方起訴父親，並且希望自己能死在沖天樓。
宇白可奈（配音員：阿澄佳奈）
通稱：可奈（カナ）。小学4年/身高130公分/O型。唯一的小學生，宇白順的妹妹（沒有血緣關係），經常被哥哥欺負。一開始被哥哥阻止而沒有訂下參加遊戲的契約，但在見過可可貝利的戰鬥後，認為不能讓哥哥自己面對，而私下跟可愛姆西訂契約。希望在自己死後，被留下來的哥哥能有母親在身邊，而開始尋找順的親生母親，並且十分堅持讓兩人相認。动画版中洋子杀死哥哥可爱姆西代替了可奈签约。
町洋子（配音員：三瓶由布子）
通稱：小町（マチ）。中學1年/身高145公分/B型。特征是雀斑。和哥哥可愛姆西其實來自另一個地球，是「那個地球」的殘存駕駛員。在第一次簽約時失敗了，可愛姆西以為那是因為她是其他地球的人的關係，但其實是因為當時可可貝利的戰鬥還沒開始，洋子無法雙重簽約。與宇白探望其他駕駛員的家屬，告知同伴的最後時光，在戰鬥前被他國特工暗殺。動畫版中最後代替可奈成為駕駛員，並殺了自己的哥哥。
宇白順（配音員：皆川純子）

### 國防軍
關政光（配音員：川田紳司）
海上國防軍上尉。單身。和田中同期毕业，調查基亞斯的事。動畫版中由他來代替庄治 邦夫斷手的橋段，在那之後就有機械義肢，最後仍然存活。漫畫版中，在千鶴的戰鬥結束後，和田中一起簽約成為了基亞司的駕駛員，在寬治的作戰中，自願成為雷射砲的定位器而死亡。
田中美純（配音員：進藤尚美）
航空國防軍上尉。4歲的时候、因为“日乃报告”而失去了父亲。已婚，宇白順的親生母親(19話有提到)。在漫畫版中原名佐藤美保，因為未婚懷孕了宇白順但無力照顧，因此將之交予其學校導師宇白撫養，從此下落不明。後來嫁給田中家改名為田中美純，育有一女叫未來。在可奈一戰本來願意戰後與順相認，在幫助可奈的戰鬥中，被敵人脅持，為了讓可奈可以放手戰鬥，用手枪攻击对方的机器人后，开枪自尽。動畫版則是潛進古茂田家保護孝一時被人暗殺，留下衣物及手槍等遺物。
佐佐見（配音員：木下浩之）
从國防省軍令局的立場为Zearth参加的战斗出谋划策。在漫畫版結局中，擔任了交接下一平行地球戰鬥的工作，也成為了新一任的可愛姆西。
庄治 邦夫
陸上國防軍上尉。調查基亞斯的事，因可愛姆西不肯說以手槍相向。但被空間轉換讓右手四指切離送醫，之後沒再出場，但關先生有提到他的手指已經接上了。
多手
担任佐佐見助手的年轻男性。有翻乐谱的经验。
古茂田巴
海上國防軍上校。孝美的父親。為了引出敵人而公開自己的女兒是基亞斯的駕駛員。动画版中则是有着“在野党的壁垒”之称号的国会议员

### 其他人物
畑飼浩之（配音員：鈴村健一）
本田 千鶴的學校的教師，因為千鶴十分崇拜他，因此而發展為師生戀，但以性愛影片威脅千鶴，讓千鶴與一群男人性交易。完全不認為自己有錯，切江之後曾刺殺他，但只是受傷。千鶴的父親認為既然殺人的女兒沒有受到制裁，那麼他們也沒有制裁老師的權利，而讓他逍遙法外，現在以當上政治家為目標。
矢村 双葉（配音員：戶松遙）
大一的妹妹。在照顾年幼的弟妹（三太、四詩）的同时，也能为哥哥着想的坚强少女。
小薙（配音員：中村悠一）
阿司的朋友。患有严重的心臟病，也喜歡小翼。不知道自己的心臟是阿司捐贈的，曾對小翼說，他要復原，然後祝福阿司和小翼在一起。
翼（配音員：名塚佳織）
阿司与小薙的青梅竹馬，喜歡的人其實是阿司，但因為小薙的病而無法接受阿司。
本山和子
切江的表姐。曾經和朋友約好一起跳樓自殺，但最後她沒跳，之後便封閉了自己的心靈。
狩田淳二
只在漫畫版登場，是一名平民少年；當媒體打算報導有關基亞斯的事情時，自己到了電台冒稱是基亞斯的駕駛員，目的是為了讓打算離婚的父母轉移注意力，但卻遭到襲擊而死亡。
田中未来
只在漫畫版登場，田中美純的女兒，宇白順同母異父的親生妹妹。
可愛姆西（配音員：石田彰）
譯名還有肥蟲或肥料蟲，真正身份為洋子的哥哥，有时候会看到他和洋子秘密的交谈。
看起来是一个老鼠布偶。性格残忍，说话也很冲。拥有超越了現代科学的知識和技術，把战斗和Zearth相关的知识教给孩子们的指导者，是掌握了作品的谜的关键人物。每個地球的機器人似乎都有和他一样的指导者。
在漫畫版中後期成了駕駛員的支援與協助人員，時常協助自己人對敵性機器人的作戰計畫（寛治篇、可奈篇與宇白篇）。
他和洋子的地球由於簽約的人數多於需求人數，所以妹妹做為「沒有輪到的人」而存活了下來，自己則是和宇白順一樣假裝簽約。
最後作為第15名駕駛員到下一個地球進行交接。
可可貝利（配音員：東地宏樹）
邀请孩子们参加游戏的人。一边和敌人的机器人战斗，一边教会孩子们如何战斗。
虽然邀请孩子们的时候言行很奇怪，战斗的时候倒是中规中矩。
可可贝利是印第安传说中精靈的一種。以一个弯背，吹着笛子的男性形象出现，是象征丰收的存在。

### 動畫原創人物
榊原保

### 機器人
基亞斯(Zearth)
全長500米的未確認戰鬥兵器，其最高移動速度為陸地上1000km/h，水中100km/h，從可可貝利「遊戲」契約完時突如其來地出現在14人的少男少女之謎樣存在。有機器人都會的激光束，臉上有閃爍著14人生命光點的眼痕。外觀層層裝甲有如武者一般的人型。名字為The Earth，將The取諧音Z而成Zearth。
命名者為万紀，原本想命名為The Earth，但由於認為Z較像為究極機器人的名字而將The替換為Z。
全身上下擁有雷射發射源頭（實際上應該是粒子射線之類的），機體內部有許多隙間（15人裡有人用來藏自己的屍體），可以依照喜好而切斷某些部位（手、頭部等等）。雖然肉搏戰很強，但是在寬治(漫畫版)一戰後了解到其實有致命的弱點——搜索敵人只能用肉眼搜索，遇到遠程狙擊型的敵人幾乎無能為力，或是利用煙霧奪走其視線也沒輒。
於順篇中被敵性地球稱之為第5侵略體古魯（Ghoul），名字由來是阿拉伯傳說中的食屍鬼。小說版中則被日本政府稱為阿姆西貝（アムシペ），為阿伊努語中的螃蟹之意。
動畫版中最後由順的意思之下，分解而消失了。
阿拉克涅(Arachne)
最初遇上的敵方機器人，外型像是兩對尖腳的蜘蛛，頭頂上裝甲能吐出電流擊，被可可貝利操縱的基亞斯奪取核心並用雷射催毀。
眼痕數13，光點數13；動畫版中光點數變為12，腳的數量則為6根。名字由來是希臘語中的蜘蛛。
巴約聶特(Bayonet)
與和久隆對戰的機器人，外型酷識長矛的尖端模樣，將自身當巨槍朝基亞斯衝刺，隆利用被刺斷基亞斯的右手當足球踢出刺中巴約聶特的要害(核心)。
眼痕數13，光點數不明，名字由來是英語中的刺刀。
動畫版中替換為畢斯特(Beast)，眼痕數13；光點數12，名字由來是英語中的野獸。外型是螳螂的身體加上鯊魚的頭，以接近戰為主且無法飛行。
戡薩(Cancer)
與小高勝對戰的機器人，外型是有許多洞孔的圓蟲，從洞孔裡伸出觸手將基亞斯纏住並甩出去，勝將伸出觸手的孔全部都戳壞後強取要害捏破。
眼痕數和光點數皆為14，名字由來是拉丁語中的螃蟹。在戰鬥時雖然不是自己的地球，卻特別小心，避免傷害人類。
多拉姆(Drum)
與矢村大一對戰的機器人，外型類是鋸齒邊的圓柱體，橫、直方位都可空間中旋轉消撥裝甲，大一將多拉姆抬起並用力阻止旋轉後丟向海中破壞裝甲毀掉。
眼痕數13，光點數8；動畫版中不明，名字由來是英語中的圓筒。
耶倪葛碼(Enigma)
與半井摩子對戰的機器人，外型單角巨臂象徵的人型，擅長近身格鬥揮出強而有力的一擊，小摩認為基亞斯的手臂太長而絕斷過長的部分漂亮地反擊。
眼痕數13，光點數8；動畫版中不明，名字由來是德語中的謎。
菲格(Fig)
加古功(由途中殺害功的本田千鶴取代)對戰的機器人，外型像是三隻手(或足)的水仙，跳躍起來手足併在身上已全身重量企圖壓壞基亞斯。在傷痛欲絕的狀態下千鶴一直窮追猛打不讓菲格有跳躍的機會！最後一擊刺進了要害裡發出雷射結束。
眼痕數13，光點數8，名字由來是英語中的無花果。
動畫版中替換為史庫伊德(Squid)，眼痕數13；光點數10，名字由來是英語中的魷魚。
弓達(Gonta)
門司邦彦對戰的機器人，外觀奇特輪盤及長在旁邊兩隻手(或足)和裸露在外的要害。以要害為餌誘騙敵方、接著一個不注意大力夾住敵方再來輪盤外框慢慢消撥機器人。雖然用腳發出雷射瞄準要害但沒效，門司乾脆讓主體與身體分離擺脫朝要害發出雷射只有擦傷，最後再加飛機的自殺攻擊毀滅。
眼痕數和光點數皆不明，名字由來是NHK中的幼兒節目-能做到嗎？(できるかな)裡面的角色權太君(ゴン太くん)。
動畫版中替換為佛特雷斯(Fortress)，眼痕數不明；光點數9，名字由來是英語中的要塞。外表類似巨大的香菇，可由中央一分為二；主要武器為鐮狀的手腕，並備有假的要害。
阿拉克涅II(ArachneII)
阿野萬記對決的機器人，與阿拉克涅差別在於臉部輪廓與裝甲顏色不同。攻擊方式將尾巴碰地站起來，兩對尖腳對疊以自身逆時針方向旋轉進攻，但萬記記起加亞斯的構造使出「必殺的變形」以後仰姿態躲過攻擊。用腳頂頂破三支尖腳並壓致阿拉克涅2取出要害後刺破。動畫版中則是用斷掉的手臂刺向旋轉中的軸心，使阿拉克涅2無法轉動。
眼痕數13，光點數10；動畫版中光點數變為5，名字也變更為加利亞(Gallia)，為高盧之意。
耶倪葛碼II(EnigmaII)
切江洋介交戰的機器人，外觀像是基亞斯和耶倪葛碼的結合體。無戰鬥過程，只有洋介與敵方的眼鏡女孩各自互相出現在基亞斯與耶倪葛碼2的右手上而已。
眼痕數14，光點數6，動畫版中替換為海因德(Hind)與伊格魯(Igloo)。海因德為英語中的牝鹿，伊格魯則為伊努特人所製的冰屋之意。
海因德外表為不對稱的人偶狀，於戰鬥後不久便撥開自己胸部的裝甲取出要害並自我摧毀，眼痕數14，光點數4。
伊格魯全體皆佈滿尖銳的角，手腕也是刀刃的人偶；善長朝前方突進攻擊，眼痕數14，光點數2。
哈姆巴葛(Humbug)
古茂田孝美對戰的機器人，像是體格壯大的裸露筋肉巨人，會將自身被打掉碎片變化無數細小觸手纏繞基亞斯並入侵駕駛室。試圖刺穿孝美的頭但突然停止動作癱掉(哈姆巴葛的駕駛員逃跑了，因此觸手機能軟掉)。
眼痕數14，光點數2，名字由來是英語中的騙子。
動畫版中替換為一名稱不明的機器人，使用溶解液來進行溶蝕，眼痕數和光點數皆不明。
艾多爾(Idol)
往住愛子對戰的機器人。飛行類型類似蜜蜂的機器人，尾部的針刺中目標後會放出融解液。眼痕數和光點數皆不明，名字由來是英語中的偶像。
動畫版中替換為一名稱不明的機器人，外表類似孔雀；眼痕數不明，光點數7。
甲別林(Javelin)
吉川寛治交戰的機器人。遠程狙擊類型類似臼砲的機器人，可將炮身伸長1000公尺，最初原案甲別林則是加速器類型。開打沒多久脫逃日本去夏威夷作狙擊準備，跟基亞斯你射我接的情況下超過36小時。為了打破僵局，政光與其他候補軍人自願去夏威夷做射靶，最後寛治含淚發出雷射命中要害。
眼痕數和光點數皆不明，名字由來是英語中的標槍。
動畫版中替換為金達姆(Kingdom)，外表類似骨骼標本的噁心人型；可自手中發出黑色的射束，亦擅長於格鬥戰，名字由來是英語中的王國。
戡薩II(CancerII)
宇白可奈交戰的機器人，配備無人機散發煙霧來進行攻擊。在美純補助下擊落無人機，被敵人脅持，為了讓可奈放手戰鬥，用手枪攻击对方机器人后，用最後一槍自盡。可奈因此憤怒將戡薩II支解並取出要害。
眼痕數15，光點數7。
動畫版中替換為麗多魯(Liddle)，眼痕數不明，光點數4。
名稱不明
宇白順交戰的機器人，外表除顏色不同外其餘和基亞斯完全相同。由於順將要害撕開，使得原本落敗而遭拘束的駕駛員與外面的空間相連而得以傳送逃走，最後順採取發出雷射殺光該地球的所有人類來抹殺逃走的駕駛員。
眼痕數11，光點數3。
動畫版中替換為瑪斯譚古(Mustang)，外表為前後對稱；上半身可以迴轉，擅長格鬥戰。與基亞斯戰鬥30小時後被破壞，名字由來是生存於北美平原和墨西哥的野馬。

## 出版書籍
單行本
| 集數 | 小學館         | 小學館                                                  | 長鴻出版社     | 長鴻出版社        |
| 集數 | 發售日期       | ISBN                                                    | 發售日期       | EAN               |
| ---- | -------------- | ------------------------------------------------------- | -------------- | ----------------- |
| 1    | 2004年6月30日  | ISBN 4-09-188502-0                                      | 2005年9月8日   | EAN 4710765195861 |
| 2    | 2004年12月24日 | ISBN 4-09-188503-9                                      | 2005年9月29日  | EAN 4710765198367 |
| 3    | 2005年6月30日  | ISBN 4-09-188504-7                                      | 2006年5月8日   | EAN 4710765204167 |
| 4    | 2005年12月26日 | ISBN 4-09-188306-0                                      | 2006年8月23日  | EAN 4710765207311 |
| 5    | 2006年6月30日  | ISBN 4-09-188323-0                                      | 2007年9月12日  | EAN 4710765157050 |
| 6    | 2006年12月26日 | ISBN 4-09-188349-4                                      | 2007年9月12日  | EAN 4710765216276 |
| 7    | 2007年7月30日  | ISBN 978-4-09-188372-8                                  | 2009年6月2日   | EAN 4711552443233 |
| 8    | 2008年1月30日  | ISBN 978-4-09-188389-6                                  | 2009年9月8日   | EAN 4711552445572 |
| 9    | 2008年9月30日  | ISBN 978-4-09-188425-1                                  | 2009年10月8日  | EAN 4711552446463 |
| 10   | 2009年1月30日  | ISBN 978-4-09-188435-0                                  | 2010年4月15日  | EAN 4713469350970 |
| 11   | 2009年12月26日 | ISBN 978-4-09-188490-9 ISBN 978-4-09-159067-1（限定版） | 2010年11月11日 | EAN 4713469355999 |

完全版
| 集數 | 小學館         | 小學館                 |
| 集數 | 發售日期       | ISBN                   |
| ---- | -------------- | ---------------------- |
| 1    | 2020年6月27日  | ISBN 978-4-7780-3831-1 |
| 2    | 2020年6月27日  | ISBN 978-4-7780-3832-8 |
| 3    | 2020年8月28日  | ISBN 978-4-7780-3833-5 |
| 4    | 2020年9月30日  | ISBN 978-4-7780-3834-2 |
| 5    | 2020年10月28日 | ISBN 978-4-7780-3835-9 |

### 小說
| 集數 | 小學館         | 小學館                 |
| 集數 | 發售日期       | ISBN                   |
| ---- | -------------- | ---------------------- |
| 1    | 2007年5月24日  | ISBN 978-4-09-451008-7 |
| 2    | 2007年7月18日  | ISBN 978-4-09-451020-6 |
| 3    | 2007年9月19日  | ISBN 978-4-09-451026-5 |
| 4    | 2007年12月19日 | ISBN 978-4-09-451041-9 |
| 5    | 2008年6月19日  | ISBN 978-4-09-451075-3 |

### 其他書籍
ぼくらの BOKURANO OFFICIAL BOOK
- 2008年1月30日、ISBN 978-4-09-188399-5

鬼頭莫宏插畫＆設定集《ぼくらの》
- 2009年12月24日、ISBN 978-4-09-179039-2

## 電視動畫
2007年4月8日在日本開始放映，由GONZO製作。動畫分成8集DVD於2007年7月25日至2008年3月26日之間發售

### 製作團隊
- 原作 - 鬼頭莫宏
- 企劃 - 藤田純二
- 監督 - 森田宏幸
- 副監督 - 川畑えるきん
- 人物設計 - 小西賢一
- 機械設計 - 鈴木勤
- 色彩設計 - 飯島孝枝
- 3D監督 - 大野克尚
- 美術監督 - 池田繁美
- 美術設定 - 池田繁美、大久保修一
- 攝影監督 - 藤田賢治
- 編輯 - 廣瀨清志
- 音響監督 - 明田川仁
- 音樂 - 野見祐二
- 音樂製作人 - 藤田純二、野崎圭一
- 音樂製作 - 未來視野音樂、勝利娛樂
- 製作人 - 永井理、難波秀行
- 動畫製作 - GONZO
- 製作 - IZUMI Project

### 主題曲
片頭曲「Uninstall」
作詞・作曲・歌 - 石川智晶 / 編曲 - 西田マサラ
片尾曲
「Little Bird」（第1話 - 第12話）
作詞・作曲・歌 - 石川智晶 / 編曲 - 西田マサラ
「Vermillion」（第13話 - 第24話）
作詞・作曲・歌 - 石川智晶 / 編曲 - 西田マサラ
插入曲「ロストイノセント」（總集篇）
作詞・作曲・歌 - 石川智晶 / 編曲 - 西田マサラ

### 各話列表
| 話數 | 日文標題 | 中文標題 | 腳本       | 分鏡                  | 演出                  | 作畫監督            |
| ---- | -------- | -------- | ---------- | --------------------- | --------------------- | ------------------- |
| 1    |          | 遊戲     | 川崎裕之   | 森田宏幸              | 森田宏幸              | 權園小夏 朝来昭子   |
| 2    |          | Zearth   | 與口奈津江 | 佐野隆史              | 林直孝                | 小島彰              |
| 3    |          | 秘密     | 西田大輔   | 藤森カズマ            | 菊池勝也              | 小林利充            |
| 4    |          | 堅強     | 西田大輔   | 山中英司              | 橋本直人              | 長坂寛治            |
| 5    |          | 軟弱     | 與口奈津江 | 小林孝志              | 小林孝志              | 飯島弘也 坂崎忠     |
| 6    |          | 情慾     | 與口奈津江 | 名村英敏              | 信田ユウ              | 山中正博            |
| 7    |          | 傷痕     | 與口奈津江 | 川畑えるきん          | 川畑えるきん          | 夏目真悟            |
| 8    |          | 復仇     | 與口奈津江 | 小林哲也              | 畠山茂樹              | 都竹隆治 渡部穩寬   |
| 9    |          | 家庭     | 西田大輔   | 関野昌弘              | 関野昌弘              | 佐佐木美和 関野昌弘 |
| 10   |          | 同伴     | 西田大輔   | 藤森カズマ            | 岡村正弘              | 小島明              |
| 11   |          | 生命     | 西田大輔   | 三原武憲              | 三原武憲              | 青木真理子          |
| 12   |          | 血緣關係 | 與口奈津江 | 名村英敏              | 菊池勝也              | 坂崎忠              |
| 13   |          | 地球     | 與口奈津江 | 柳沼和良              | 林直孝                | Shuzilow.HA         |
| 14   |          | 迷惘     | 西田大輔   | 笹木信作              | 信田ユウ              | 山中正博 室井康雄   |
| 15   |          | 自滅     | 與口奈津江 | 小林孝志              | 小林孝志              | 夏目真悟            |
| 15.5 |          | 追想     | 總集篇     | 總集篇                | 總集篇                | 總集篇              |
| 16   |          | 真面目   | 西田大輔   | 平尾隆之              | 畠山茂樹              | 谷川亮介 渡部穩寬   |
| 17   |          | 情愛     | 與口奈津江 | 山下祐                | 下司康弘              | 小島彰 佐佐木美和   |
| 18   |          | 現實     | 與口奈津江 | 藤森カズマ            | 粟井重紀              | 秦野好紹            |
| 19   |          | 媽媽     | 西田大輔   | 川畑えるきん          | 小林孝志              | Shuzilow.HA         |
| 20   |          | 宿命     | 大知慶一郎 | 関野昌宏              | 御廚恭輔              | 佐藤道雄 雨宮英雄   |
| 21   |          | 真相     | 與口奈津江 | 笹木信作              | 信田ユウ              | 小林利充            |
| 22   |          | 距離     | 西田大輔   | 藤森カズマ            | 畠山茂樹              | 渡部穩寬 谷川亮介   |
| 23   |          | 雪景     | 大知慶一郎 | 大橋誉志光            | 林直孝                | 夏目真悟 室井康雄   |
| 24   |          | 故事     | 與口奈津江 | 森田宏幸 川畑えるきん | 森田宏幸 川畑えるきん | 朝來昭子 渡邊純子   |

### 播放電視台
| 播放地域 | 播放電視台 | 播放日期                | 播放時間             | 播放區分       | 備註 |
| -------- | ---------- | ----------------------- | -------------------- | -------------- | ---- |
| 兵庫縣   | SUN電視台  | 2007年4月8日 - 9月30日  | 星期日 25:30 - 26:00 | 獨立UHF局      |      |
| 神奈川縣 | tvk        | 2007年4月10日 - 9月25日 | 星期二 23:00 - 23:30 | 獨立UHF局      |      |
| 東京都   | TOKYO MX   | 2007年4月10日 - 9月25日 | 星期二 23:30 - 24:00 | 獨立UHF局      |      |
| 愛知縣   | 愛知電視台 | 2007年4月12日 - 9月27日 | 星期四 26:58 - 27:28 | 東京電視台系列 |      |
| 日本全域 | AT-X       | 2007年4月29日 - 10月7日 | 星期日 11:30 - 12:00 | CS放送         | 重播 |

## 外部連結
- （日語） 動畫官方網站（页面存档备份，存于）
- （日語） TOKYO MX動畫官方網站（页面存档备份，存于）
- （日語） 森田宏幸のブログ（页面存档备份，存于）（動畫版監督的部落格）